# Manno (Zwitserland)
Manno is een gemeente en plaats in het Zwitserse kanton Ticino, en maakt deel uit van het district Lugano.
Manno telt 1140 inwoners.